# Tasiocera unisetosa
Tasiocera unisetosa là một loài ruồi trong họ Limoniidae. Chúng phân bố ở miền Australasia.